# Rue du Parc-Royal
La rue du Parc-Royal est une rue située dans le 3e arrondissement de Paris au cœur du quartier du Marais.

## Situation et accès
Elle commence à l’est rue de Turenne et se termine place de Thorigny.
Au sud, elle longe le square Léopold-Achille et sera ainsi baptisée parce qu’elle conduisait aux jardins de l’ancien hôtel des Tournelles, séjour des rois de France, qui s’étendaient en partie à l’emplacement de l'actuelle place des Vosges.
Ce site est desservi par les stations de métro Saint-Paul et Saint-Sébastien - Froissart.

## Origine du nom
Le nom de la rue fait référence au parc de l'hôtel royal des Tournelles dont elle est voisine.

## Historique
La rue fut ouverte en 1545, parmi les voies créées pour desservir le lotissement de la culture Sainte-Catherine. Elle s’appela « rue du Parc-du-Roi » ou « rue du Parc-des-Tournelles », puis « rue du Petit-Paradis » et c'est vers 1605 qu'elle prit son nom actuel.
Elle est citée sous le nom de « rue du Parc royal » dans un manuscrit de 1636.
Dans les années 1940, il est question d’élargir la rue, ce projet provoquant l’inquiétude des défenseurs du patrimoine.
Par délibération du 11 avril 2025, la partie de la voie entre la rue de Turenne et la rue Madame-de-Sévigné devient la rue Michel-Blanc.

## Bâtiments remarquables et lieux de mémoire
La rue du Parc-Royal est bordée au nord de nombreux hôtels particuliers construits pour la plupart au XVIIe siècle :
- No 4 : ancien hôtel Berruyer, dit aussi hôtel de Canillac, de Jassaud, de Lamoignon ou de Coursin ; inscrit au titre des monuments historiques depuis le 4 janvier 1962 (cage d’escalier et vestibule d’accès)[4]. Le musée Carnavalet conserve une vue extérieure de l’ancien hôtel datée de 1908[5] et une photo de la cage d’escalier prise en 1920[6]. Depuis 1935, on y trouve le siège et la salle d’exposition de la Maison Delisle, bronzier et ferronnier d’art, fabricant de luminaires[7].
- No 8 : hôtel Duret de Chevry. Le musée Carnavalet conserve une vue extérieure de l’hôtel signée par Eugène Atget et datée de 1911[8]. On y trouve en 2022 le Deutsches Historisches Institut Paris (Institut historique allemand)[9].
- No 10 : hôtel de Vigny ; acheté par l’État en 1938, rénové dans les années 1980, l’hôtel abrite la Fondation du patrimoine, la Fondation Lartigue et la Médiathèque du patrimoine jusqu’en 2007 puis est ensuite vendu à un investisseur étranger[10]. Il devient officiellement le siège de la Maison de thé Mariage Frères le 29 juin 2015.
- No 12 : ancien hôtel de Croisilles. Construit au XVIIe siècle, l’édifice est inscrit partiellement au titre des monuments historiques depuis le 7 juin 1961 (façades sur cour et toitures correspondantes)[11].
- Nos 14 et 16 : ancien hôtel de Bonneval. Construit au XVIIIe siècle, l’édifice est inscrit partiellement au titre des monuments historiques depuis le 3 juillet 1961 (portail sur rue, façades et toitures avoisinantes, pavillon sur cour, parties anciennes d’un pavillon dans la deuxième cour)[12].

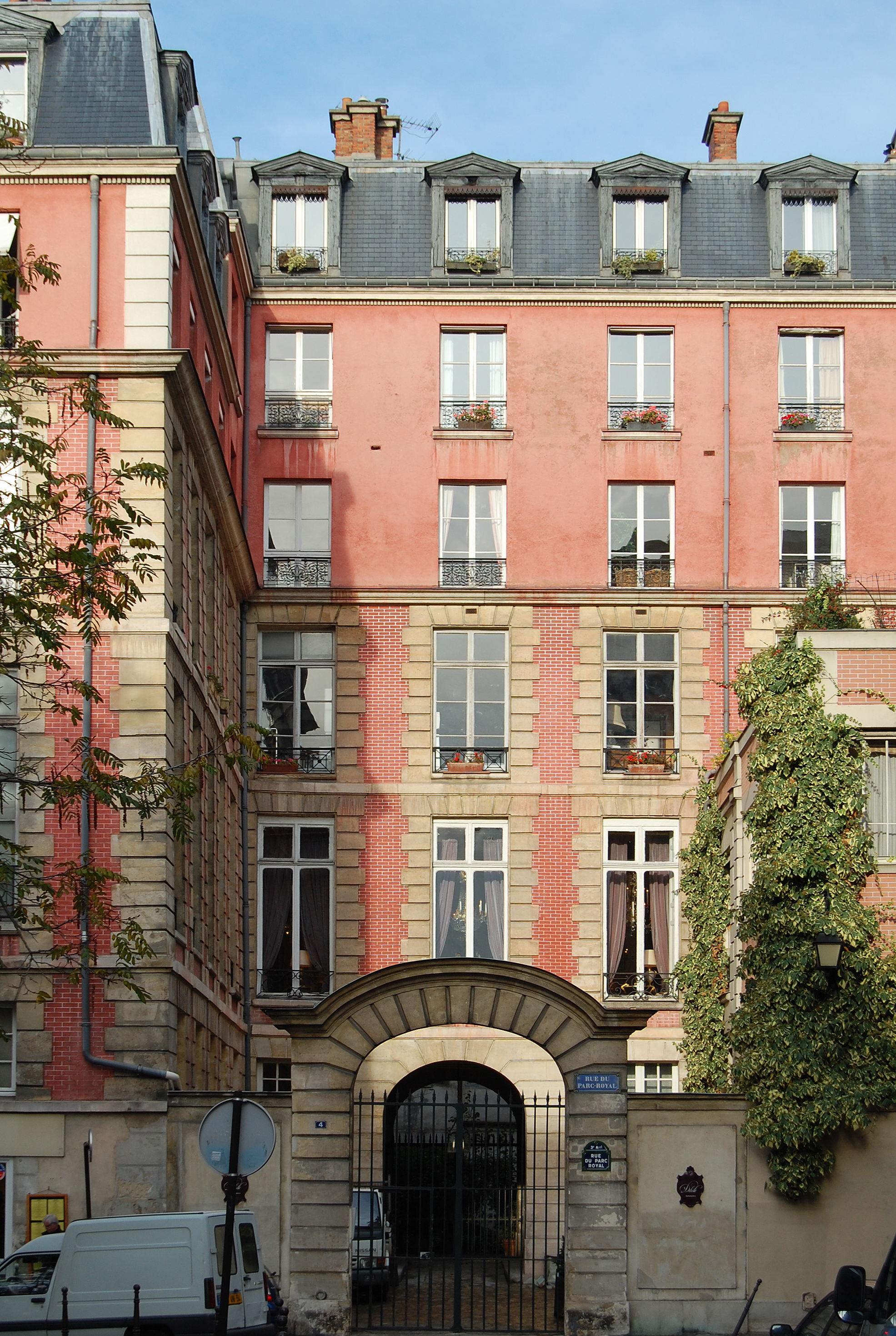
No 4 : ancien hôtel de Canillac.
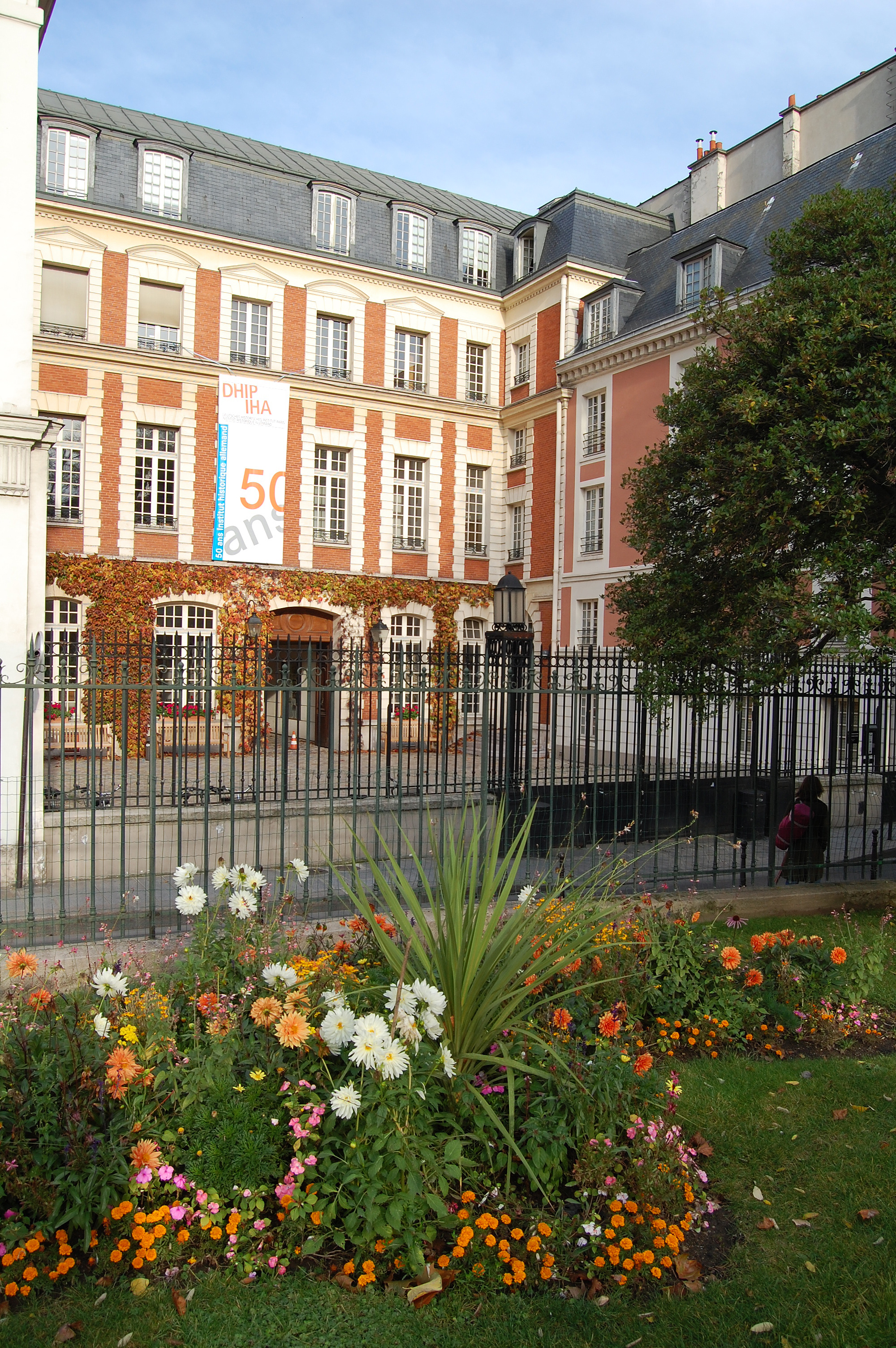
No 8 : ancien hôtel Duret de Chevry.
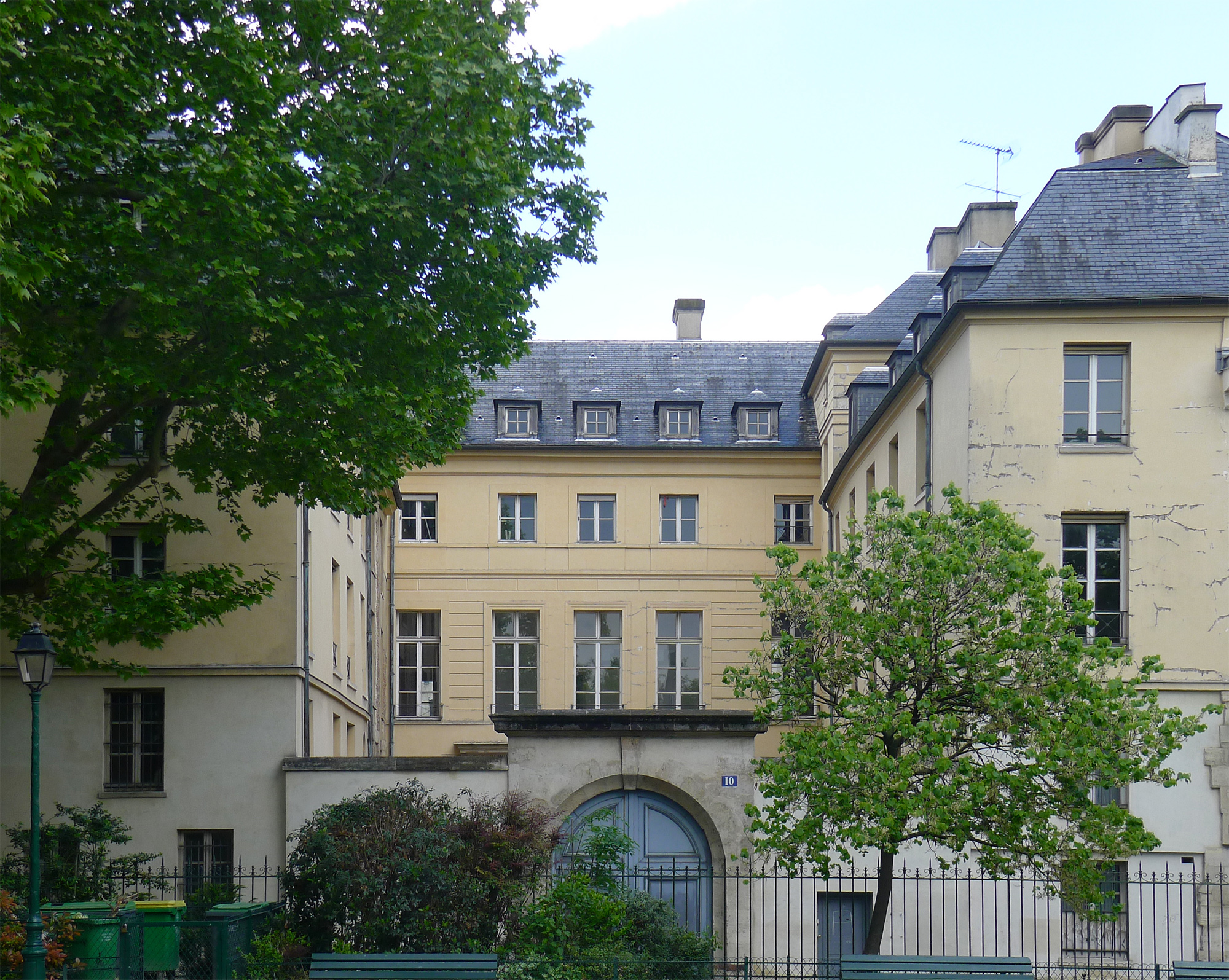
No 10 : ancien hôtel de Vigny.
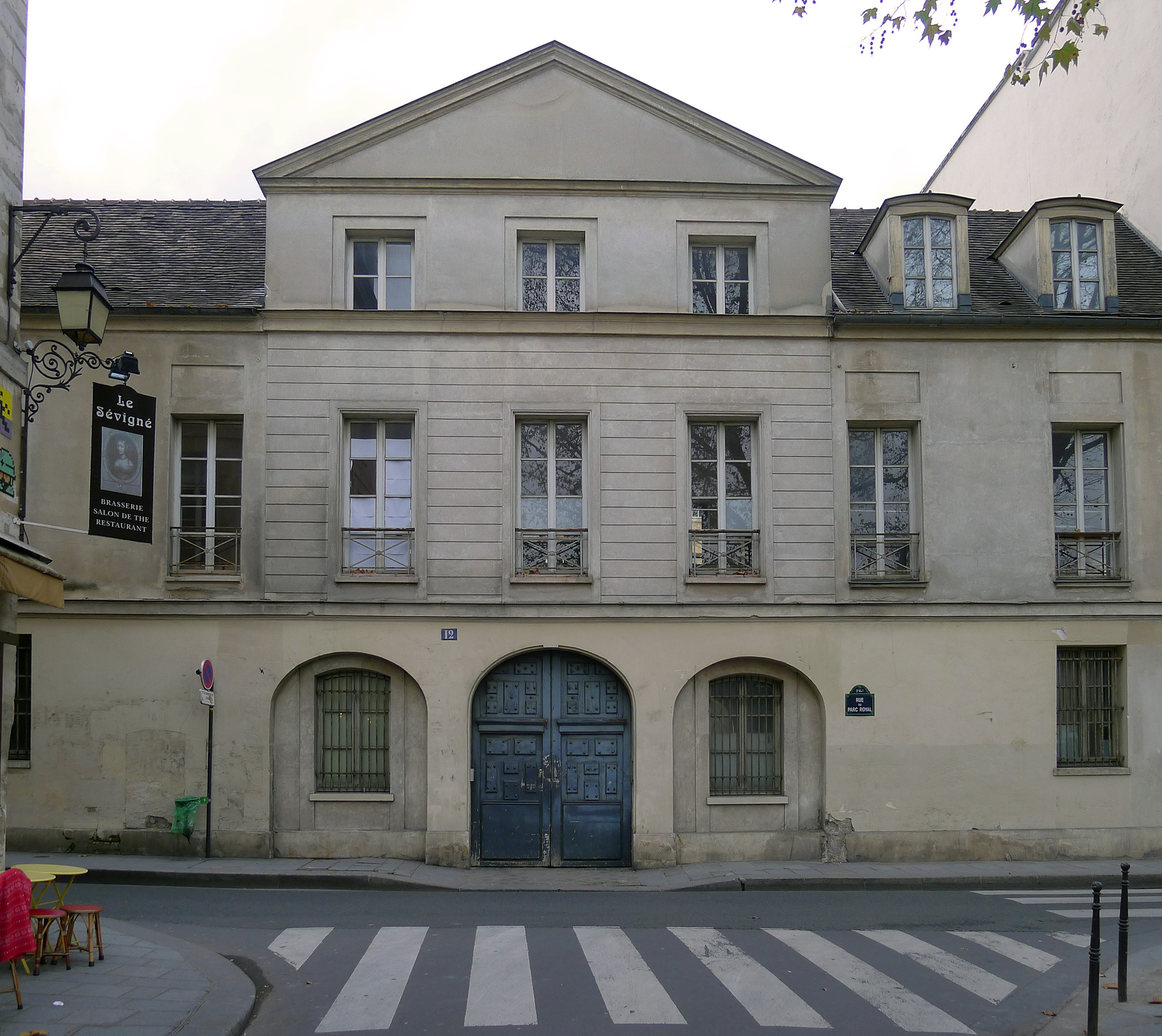
No 12 : ancien hôtel de Croisilles.